# Alter schützt vor Liebe nicht (1990)
Alter schützt vor Liebe nicht ist eine Spielfilmproduktion des Fernsehens der DDR aus dem Jahr 1990, die unter der Regie von Achim Hübner durch das DEFA-Studio für Spielfilme (Potsdam-Babelsberg) entstand. 

## Handlung
An seinem 65. Geburtstag ist der frischgebackene Rentner Otto von seinen zahlreich anwesenden Verwandten und Freunden genervt. Neben vieler Bevormundungen wird er letztendlich auch dazu genötigt, den Anwesenden seine neue Freundin Clara vorzustellen, mit der er geprahlt hat. Kurzum macht sich Otto auf den Weg, um diese auf die Feier zu holen. Clara ist Inhaberin eines Kunstgewerbeladens und kennt Otto bis dato lediglich als Kunden, da er einige Einkäufe bei ihr getätigt hat – sein persönliches Interesse ist ihr allerdings nicht verborgen geblieben, und auch sie findet Otto attraktiv. Recht schnell gestehen sich beide ihre Zuneigung, und Clara begleitet Otto zu seiner Feier. Dort angekommen, finden die beiden frisch Verliebten aber keine ruhige Minute – von Intimität ganz zu schweigen. Insbesondere Ottos Familie zeigt wenig Verständnis und Feingefühl ihm gegenüber und ist sichtlich überfordert mit der neuen Situation. Somit ergreifen Clara und Otto die Flucht, um sich einen ruhigeren Ort zu suchen, was gar nicht so einfach ist und sich im weiteren Verlauf zu einer wahren Odyssee entwickelt.

## Produktion und Hintergründe
Die Filmkomödie mit Walfriede Schmitt und Erik S. Klein in den Hauptrollen hatte am 25. Februar 1990 seine TV-Premiere im 1. Programm des DDR-Fernsehens. Der Film enthält mehrere Gesangseinlagen der beiden Hauptdarsteller im Stil eines Musicals.
- Das eingesetzte Bildformat ist 1,33:1 (4:3).[4]
- An der Produktion des Films waren laut Abspann weiterhin folgende Personen beteiligt:
  - Buch/Autor: Alfred Lux
  - Dramaturgie: Just Wagner
  - Kostüme: Katrin Johnson
  - Gewandmeister: Wilfriede Müller, Holger Schwanburg
  - Maske: Monika Mörke, Erich Runge, Babette Brüske
  - Bauausführung: Manfred Lausmann
  - Requisite: Dietmar Scheer
  - Ton: Fritz Pfeiffer
  - Tonmischung: Konrad Walle
  - Kamera-Assistenz: Torsten Thomas
  - Filmfotograf: Wolfgang Bangemann
  - Komplexbrigade: Klaus Nietsch
  - Aufnahmeleitung: Wolfgang Bertram, Lutz Rabbach, Karl-Heinz Rüsike
  - Regie-Assistenz: Karin Fleischer
  - Produktionsleitung: Hans-Uwe Wardeck

## Kritik
„Rentner-Spaß mit junger Botschaft“, meinten die Kritiker der Fernsehzeitschrift TV Spielfilm über den Film und bewerteten den Film mit dem Daumen zur Seite.
Das Lexikon des internationalen Films sieht in dem Fernsehfilm eine „Amüsante Fernsehkomödie über einen rüstigen Senioren“.

## DVD-Veröffentlichungen
- 2019: Alter schützt vor Liebe nicht (DVD aus der Reihe DDR TV-Archiv, Studio Hamburg Enterprises GmbH, FSK 0, Laufzeit: ca. 87 Minuten, Erscheinungstermin: 12. Juli 2019, EAN: 4052912972179)[4]